# Jan Puk (rzeźbiarz)
Jan Puk (ur. 1941 w Woli Rusinowskiej) – polski rzeźbiarz i zabawkarz, poeta, propagator folkloru lasowiackiego. 
Mieszka w Trześni. Przez 40 lat pracował w kolejnictwie. Zajmuje się tworzeniem rzeźb o tematyce sakralnej, jak i świeckiej. Znany jest z tworzenia statycznych oraz ruchomych drewnianych zabawek oraz instrumentów muzycznych. Jego prace nawiązują do folkloru lasowiackiego. 
Laureat Nagrody im. Oskara Kolberga (2022), wyróżniony Odznaką „Zasłużony Działacz Kultury”, odznaką honorową „Za zasługi dla oświaty”, Złotym Krzyżem Zasługi i Medalem Komisji Edukacji Narodowej.